# 橋爪紋佳
橋爪 紋佳（はしづめ あやか、10月26日 - ）は、日本の女性声優。テアトル・エコー所属。茨城県土浦市出身。

## 来歴
東京女子大学卒業。勝田声優学院卒業（26期）。アトミックモンキー、アクセントを経てテアトル・エコー所属。
2016年11月には、『アバローのプリンセス エレナ』の主役に抜擢されている。本人は「今度はディズニー作品の主役だと聞いて、本当に頭が真っ白になりました。それからはドキドキとワクワクが止まらなかったです。最初は手放しで喜んでいたのですが、ちょっと待ってこれは大変なことだぞ、とプレッシャーは直前になればなるほど強くなっていきました。胸がいっぱいになって、初収録までの1週間で2キロ痩せました（笑）」と語っている。

## 人物
- アニメや外画・海外ドラマの吹き替えの他、ミュージカルなどの活動も行なっている[1]。
- 所有資格は、教員免許（外国語）、書道師範、華道師範[1]。
- 趣味はクマ（集める、見る、持ち歩く）、切り絵、読書[1]。
- 特技は道を歩いていてクマのデザインの物を見逃さないこと、ミュージカルごっこ、クラリネット[1]。
- 両親からもらったクラリネットを今でも大事にしており、現在も社会人吹奏楽バンドにて活動している[4]。
- 夢は「ディズニー作品でうたを歌う！」、「クマのキャラクターを演じる！」、「プラネタリウムに出演する！」[5]。
- カラオケで歌う曲は、9割がディズニーの歌である。十八番は魔法にかけられての「そばにいて」[3]。

### 切り絵作家
- Twitter上にて切り絵用アカウントを保有している[6]。
- 舞台のパンフレット、チラシやCDジャケット、歌詞カードのデザインを手がけている[7][8]。
- 共演者に本人または本人が演じるキャラクターの切り絵をよくプレゼントしている[9][10]。

## 出演

### 外画アニメ
- アナと雪の女王2
- アバローのプリンセス エレナ（エレナ）
- ウルフボーイとなんでも工場（タリ）
- 絵文字の国のジーン
- カップケーキ&ダイノのなんでも屋
- クリエイティブ・ギャラクシー（ジャクソン）
- ケアベアカズンズ（サプライズベア）
- チャック・チャック（フラッフィー・アルフィー 他）
- ドックのおもちゃびょういん（ケイティ）
- バービー: プリンセス・パワー（カーラ）
- ビッグツリー・シティ（リル・JJ）
- ライオン・ガード（ジャスィリ）
- マジック・スクール・バス（ラルフィー）
- ロケッティア（スヌートスミス）
- L.O.L. サプライズ！ ザ・ムービー ～映画の魔法～（レディ・ディーバ）
- LOL Surprise! ウィンターファッションショー（サシェイ）
- スーパーキティ （ジニー）
- しゅつどう！パジャマスク パワーヒーロー（アイバン）
- ウィッシュ[11]

### 外画ドラマ
- イタズラなKiss 惡作劇之吻〜Miss In Kiss〜（白莎穗〈バイ・シャースイ〉）
- オーファン・ブラック　暴走遺伝子（キラ）
- ザ・ウィドウ 〜真実を求めて〜
- サム&キャット（ロミー）
- CSI:科学捜査班シーズン13
- STALKER：ストーカー犯罪特捜班（ローラ）
- トランスペアレント（マーゴ）
- Project Mc2（ボビー）
- POWER/パワー（レイナ）
- ダンシング・ドラァグ・クイーン（エインズリー）

### 映画
- ディアボリカル（ヘイリー）
- ノーザン・リミット・ライン 南北戦争（大尉チェ）

### テレビアニメ
- Fate/EXTRA Last Encore（2018年、マスター）
- ゾンビランドサガ（2018年、観客1）

### ゲーム
- 海賊ファンタジア（リリアン 他）
- 朗読アプリ 歯の王子様（ナレーション）

### ドラマCD
- 囀る鳥は羽ばたかない3（七原の女）

### 舞台
- 朗読劇『フランケンシュタイン』（エリザベス）
- 音楽朗読劇『星の王子さま』（薔薇、ヘビ）

### その他
- デジレクト なつかしパートナー くまの子くーちゃん（ぬいぐるみの声・歌）
- つくばエキスポセンター　プラネタリウム「火星に行こう」（ルビー、お母さん）
- 湘南台文化センター こども館 プラネタリウム「月夜の約束〜受け継がれる月ことば〜」（朔）